# 2007年美国网球公开赛
2007年美国网球公开赛（2007 U.S. Open）于2007年8月27日至9月9日在美国纽约举行。

## 冠军
- 男子单打：罗杰·费德勒

- 女子单打：朱斯蒂娜·埃南
- 男子双打：西蒙·阿斯博林／尤利安·克诺夫莱
- 女子双打：纳塔莉·德希／季娜拉·萨芬娜
- 混合双打：维多利亚·阿扎连卡／马克斯·米尔内

| 前任： 2006年美国网球公开赛     | 美国网球公开赛 2007年 | 繼任： 2008年美国网球公开赛     |
| 前任： 2007年温布尔登网球锦标赛 | 网球大满贯 2007年     | 繼任： 2008年澳大利亚网球公开赛 |

1. ↑  .   [2020-10-02]. （原始内容存档于2012-03-01）.